# Thiruvankulam
Thiruvankulam è una suddivisione dell'India, classificata come census town, di 21.713 abitanti, situata nel distretto di Ernakulam, nello stato federato del Kerala. In base al numero di abitanti la città rientra nella classe III (da 20.000 a 49.999 persone).

## Geografia fisica
La città è situata a 9° 56' 37 N e 76° 22' 26 E.

## Società

### Evoluzione demografica
Al censimento del 2001 la popolazione di Thiruvankulam assommava a 21.713 persone, delle quali 10.774 maschi e 10.939 femmine. I bambini di età inferiore o uguale ai sei anni assommavano a 2.139, dei quali 1.070 maschi e 1.069 femmine. Infine, coloro che erano in grado di saper almeno leggere e scrivere erano 18.676, dei quali 9.457 maschi e 9.219 femmine.